# Мария Сорте
Мария Харфуч Идалго (на испански: María Harfuch Hidalgo), по-известна като Мария Сорте (на испански: María Sorté) е водеща мексиканска актриса.

## Биография
Мария Сорте е родена на 11 май 1951 г. в Камарго, Чиуауа, в семейството на Селия Идалго и Хосе Харфуч Стефано, който е от арабски произход.
Пристига във Федералния окръг, за да учи медицина, но след като се явява на приемен изпит, се записва в академията „Андрес Солер“, където се записва да учи актьорско майсторство.
През 1976 г. се омъжва за политика Хавиер Гарсия Паниагуа, председател на Институционната революционна партия, с когото имат двама сина – Омар и Адриан. Мария Сорте овдовява през 1998 г., след като съпругът ѝ умира от инфаркт. Тя има шестима внуци, по трима от всеки от синовете си.

## Филмография

### Теленовели
- Дъщерите на госпожа Гарсия (2024–2025) – Офелия Гарсия
- Да преодолееш вината (2023) – Аманда Карденал
- Проектиране на любовта ти (2021) – Консуело
- Самотен с дъщери (2019–2020) – Урсула Перес
- Лъжовно сърце (2016) – Кармен Осегера
- Нека Бог ти прости (2015) – Елена Фуентес
- Бурята (2013) – Беатрис вдовица де Реверте
- Смела любов (2012) – Аманда Хименес
- Море от любов (2009–2010) – Аурора де Руис
- Огън в кръвта (2008) – Ева Родригес
- Любов без граници (2006–2007) – Клеменсия Уерта
- Скритата истина (2006) – Йоланда Рей
- Безчувствена жена (2004) – Селия Гомес де Сантибаниес
- Истинска любов (2003) – Росаура
- Любов и омраза (2002) – Мария Магдалена
- Без грях (2001) – Ампаро Ибаниес
- Хубава жена (2001) – Сол
- Моята съдба си ти (2000) – Ампаро Калдерон
- ДКДА: Мечтите на младостта (1999–2000) – Рита Мартинес
- Коледна песен (1999–2000) – Мария Ириарте
- Право на любов (1998–1999) – Вивиан дел Анхел
- Тайната на Алехандра (1997–1998) – Мария Солер/Алехандра Монастерио
- С лице към Слънцето (1992) – Алисия Рафаела Сандовал Гатика
- Моята втора майка (1989) – Даниела Лоренте
- Изоставена (1985) – Даниела
- Проклятието (1983–1984) – Патрисия Лара
- За любовта (1982) – Белен
- Колорина (1980) – Мирта
- Забранена любов (1979–1980)
- Палома (1975) – Анита
- Светът на играчките (1974–1977) – Гилиермина

### Кино
- Седем години брак (2013) – Една
- Образът на скорпиона (2011) – Дона Мария
- Добре дошъл, сънароднико (2006) – Сенобия
- В ръцете на Бог (1996)
- Ангел за дяволите (1993) – Аурора, Исабел Мартинес
- Синът на вятъра (1986) – Ана Луиса
- Мандолинистът (1985) – Росио
- Измамник (1983) – Булката
- Чистач на улици (1981) – Чепинита
- С тялото назаем (1980) – Карлота Белтран
- Заветът (1979) – Марта
- Бордей (1976) – Панча
- Победителите (1978) – Приятелката на Фернандо
- Пламъкът на моята кръщелница (1979) – Алисия
- Индианецът не е виновен (1977) – Вдовица

### Театър
- Мили Боже, моля те, направи ме вдовица
- Жени от пепел
- Кръгът на харпиите
- Късметът на съпруга
- Ние, които се обичаме толкова много
- Амадеус
- Момичето, от което няма връщане
- Хайде, любов моя
- Всеки със своя живот
- Антония

## Награди и номинации
- Награди TVyNovelas

| Година | Категория                                | Теленовела          | Резултат   |
| ------ | ---------------------------------------- | ------------------- | ---------- |
| 2017   | Най-добра актриса във второстепенна роля | Лъжовно сърце       | Номинирана |
| 2011   | Най-добра първа актриса                  | Море от любов       | Номинирана |
| 2007   | Най-добра първа актриса                  | Любов без граници   | Номинирана |
| 2002   | Най-добра актриса в поддържаща роля      | Без грях            | Номинирана |
| 1993   | Най-добра актриса в главна роля          | С лице към Слънцето | Печели     |
| 1990   | Най-добра актриса в главна роля          | Моята втора майка   | Печели     |

- Награди INTE

| Година | Категория                           | Теленовела     | Резултат   |
| ------ | ----------------------------------- | -------------- | ---------- |
| 2003   | Най-добра актриса в поддържаща роля | Любов и омраза | Номинирана |

- Награди El Heraldo de México

| Година | Категория                      | Теленовела          | Резултат |
| ------ | ------------------------------ | ------------------- | -------- |
| 1993   | Най-добра телевизионна актриса | С лице към Слънцето | Печели   |

- Награди ACE

| Година | Категория         | Теленовела          | Резултат |
| ------ | ----------------- | ------------------- | -------- |
| 1993   | Най-добра актриса | С лице към Слънцето | Печели   |